# شیفت شب (فیلم ۱۹۷۵)
شیفت شب (آلمانی: Nachtdienst) یک تله‌فیلم درام آلمانی به کارگردانی کشیشتف زانوسی و ادوارد ژبروفسکی است که در سال ۱۹۷۷ منتشر شد. از بازیگران این فیلم می‌توان به اسکای دو مون، یادویگا یانکوفسکا-چشلاک و الیزابت برگنر اشاره کرد.